# لئاندرو سنا
لئاندرو سنا (انگلیسی: Leandro Sena؛ زادهٔ ۸ اوت ۱۹۷۶) بازیکن سابق و مربی فوتبال اهل برزیل است که در پست هافبک دفاعی بازی می‌کرد. او سرمربی فعلی ASA است.